# Кейта, Наби
Наби́ Лай Кейта́ (фр. Naby Laye Keïta; род. 10 февраля 1995, Конакри, Гвинея) — гвинейский футболист, полузащитник немецкого клуба «Вердер» и национальной сборной Гвинеи. Выступает на правах аренды за клуб «Ференцварош».

## Клубная карьера
Кейта начал свою профессиональную карьеру в гвинейском клубе «Хоройя», за который выступал на протяжении полутора лет.
В конце 2013 года полузащитник подписал контракт с французским «Истром», выступавшим в Лиге 2. 22 ноября 2013 года Наби дебютировал в составе нового клуба, выйдя в стартовом составе во встрече с «Ним Олимпик». Кейта отметился забитым голом и результативной передачей. Всего в сезоне 2013/14 гвинеец провёл 23 матча, в которых отметился 4 забитыми мячами и 7 результативными передачами.

### «Ред Булл (Зальцбург)»
Летом 2014 года, после вылета «Истра» из Лиги 2, трансфер Кейта был выкуплен австрийским клубом «Ред Булл (Зальцбург)». 26 июля 2014 гвинеец провёл первый матч за команду из Зальцбурга. Четыре дня спустя полузащитник дебютировал в еврокубках, выйдя в стартовом составе в матче квалификации Лиги Чемпионов против азербайджанского «Карабаха». Уже на 38 минуте встречи Кейта был вынужден был покинуть поле, так как после удаления Кристиана Швеглера состав австрийцев нуждался в перестроении. 27 ноября 2014 Наби отметился первым забитым мячом в составе «Ред Булла», отличившись в матче группового этапа Лиги Европы против «Селтика». А свой первый гол в австрийском чемпионате он забил 22 февраля 2015 года в матче с «Ридом». В первом же сезоне в составе «Ред Булл (Зальцбург)» Кейта стал чемпионом Австрии и обладателем кубка Австрии.

### «РБ Лейпциг»
20 июня 2016 года перешёл в «РБ Лейпциг» за 15 миллионов евро, контракт был подписан на четыре года. 20 августа 2016 года дебютировал в Кубке Германии. А 10 сентября 2016 года Наби провёл свой первый матч в Бундеслиге в поединке против дортмундской «Боруссии». Тренер выпускал его на замену для усиления атака, но постепенно Кейта закрепился в стартовом составе.

### «Ливерпуль»
29 августа 2017 года «Ливерпуль» официально объявил о приобретении Кейта. В сезоне 2017/2018 футболист продолжил выступать за «Лейпциг», а в английский клуб перешёл 1 июля 2018 года. «Ливерпуль» воспользовался опцией в контракте Кейта, позволившей выкупить контракт футболиста за 48 млн фунтов стерлингов.
В чемпионате Англии за «Ливерпуль» Кейта провёл 25 матчей и успел отметиться двумя забитыми мячами, а в Лиге Чемпионов он сыграл пять матчей и забил один гол.
5 апреля 2019 года в рамках 33-го тура чемпионата Англии против «Саутгемптона» Наби забил свой первый гол в составе «Ливерпуля». В 2019 году в матче 36-го тура чемпионата Англии против «Хаддерсфилд Таун» Кейта забил самый быстрый гол в истории «Ливерпуля», открыв счет на 15 секунде. 1 июня 2019 года вместе с «Ливерпулем» выиграл Лигу чемпионов, таким образом став первым гвинейским футболистом-обладателем данного трофея.

## Выступления за сборную
28 июля 2013 года Наби дебютировал в составе национальной сборной в отборочной встрече к Чемпионату африканских наций 2014 против сборной Мали. Кейта был включён в заявку Гвинеи на Кубок африканских наций 2015. В матче первого тура группового этапа против сборной Кот-д’Ивуара форвард ивуарийцев Жервиньо был удалён с поля за удар Кейта по лицу. На турнире полузащитник принял участие во всех четырёх встречах своей команды, дважды Кейта выходил в стартовом составе. В ноябре 2015 года Кейта забил свой первый гол за национальную сборную в матче квалификации к ЧМ-2018 против сборной Намибии.

## Достижения

### Командные
«Ред Булл (Зальцбург)»
- Чемпион Австрии (2): 2014/15, 2015/16
- Обладатель Кубка Австрии (2): 2014/15, 2015/16

«Ливерпуль»
- Чемпион Англии: 2019/20
- Обладатель Кубка Англии: 2021/22
- Обладатель Кубка Футбольной лиги: 2021/22
- Обладатель Суперкубка Англии: 2022
- Победитель Лиги чемпионов УЕФА: 2018/19
- Победитель Клубного чемпионата мира: 2019]

«Ференцварош»
- Чемпион Венгрии: 2024/25

### Личные
- Лучший игрок австрийской Бундеслиги: 2015/2016